# Batalha de Castelo Rodrigo
A Guerra da Restauração desenvolveu-se quase completamente no Alentejo onde se registraram importantes embates como a Batalha das Linhas de Elvas, a Batalha do Ameixial e a Montes Claros. 
Mal sucedidos no Alentejo, e desejosos de vingar o saque da vila espanhola de Sobradillo pelas forças portuguesas sob o comando de Pedro Jacques de Magalhães, uma força de 5.000 homens sob o comando do duque de Ossuna, forçou a sua entrada em território português pela fronteira da Beira, tendo imposto cerco à vila de Castelo Rodrigo.
O Castelo de Castelo Rodrigo encontrava-se guarnecido, na ocasião, por uma pequena guarnição de apenas 150 homens. Avisado, Pedro Jacques de Magalhães reuniu às pressas o maior número de forças portuguesas disponíveis e acorreu em defesa de Castelo Rodrigo.
A batalha desferiu-se a 7 de Julho de 1664, no lugar da Salgadela, freguesia da Mata de Lobos, no termo do concelho de Castelo Rodrigo (donde o nome alternativo por que é conhecida - batalha da Salgadela) e onde consta um padrão comemorativo, com o nome de “Cruz de Pedro Jacques”

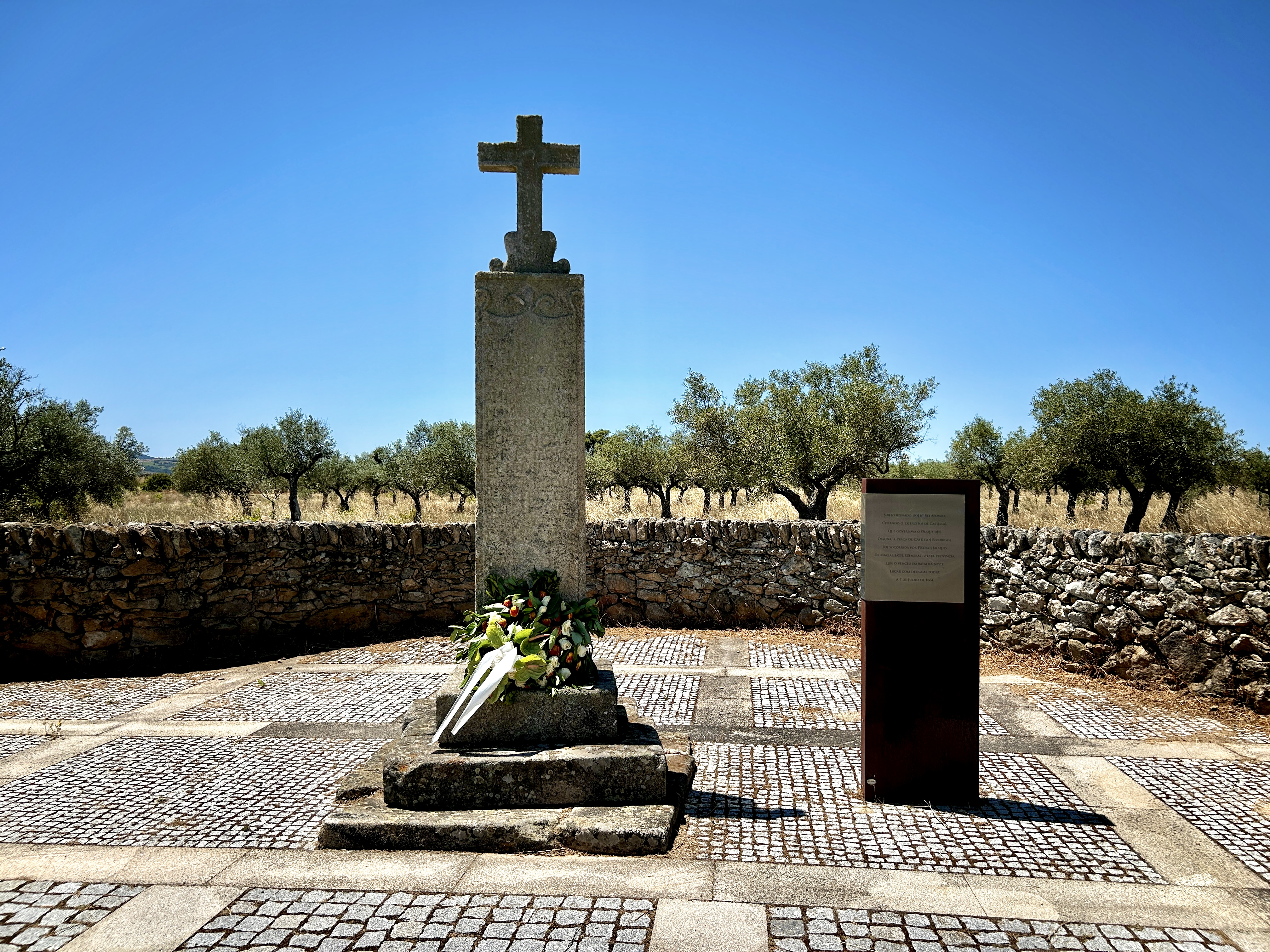
Cruz de Pedro Jacques - vista frontal

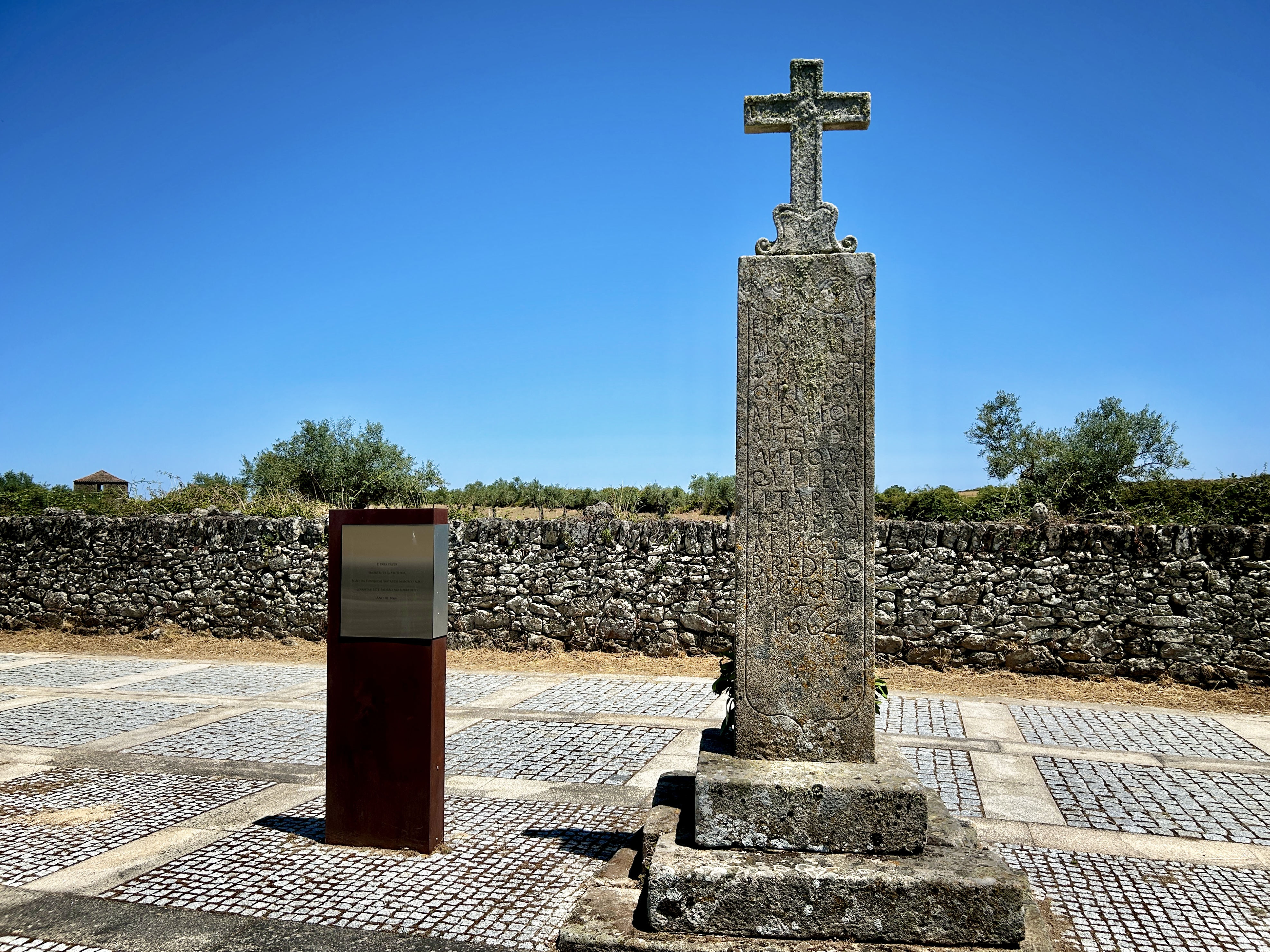
Cruz de Pedro Jacques - vista posterior

Repelido o primeiro assalto, o comandante português, aproveitando o cansaço das tropas espanholas, contra-atacou, obrigando as forças espanholas à retirada.
Embora a tradição local afirme que o duque de Ossuna e o próprio D. João de Áustria conseguiram escapar com vida disfarçados de frades, concretamente permaneceram em mãos portuguesas valiosos despojos, incluindo o arquivo do duque de Ossuna, com documentos do maior interesse histórico.
Para assinalar a vitória, a Cruz de Pedro Jacques  informa aos passantes:
No verso: SVB 6º REGE / ALPHONSO / CITIANDO O / EXércitº DE CASTelª / Que GOVERNAVA / O DVQue DE USUNA / A PRAÇA DE CASTelº / Rodrigo FOI SOCURIDA POR / Pedrº JACQUES DE MAG" /G'alhães DESTA PROVINCIA / Que O VENCEU EM / BATALHA NESTE / LUGAR,COM DES/IGUAL PODER A / 7 DE JULHO / DE 1664. E no reverso: E PARA FAZER / IMORTAL E / STA VICT/ORIA JOA/N DA FON/Seca TAVares M/ANDOV A/QVI LEVA/NTAR ES/TE PADRA/M NO SO/BREDITO / ANNO DE / 1664.

No mesmo local encontra-se uma placa informativa, com o texto da Cruz escrito em metal.

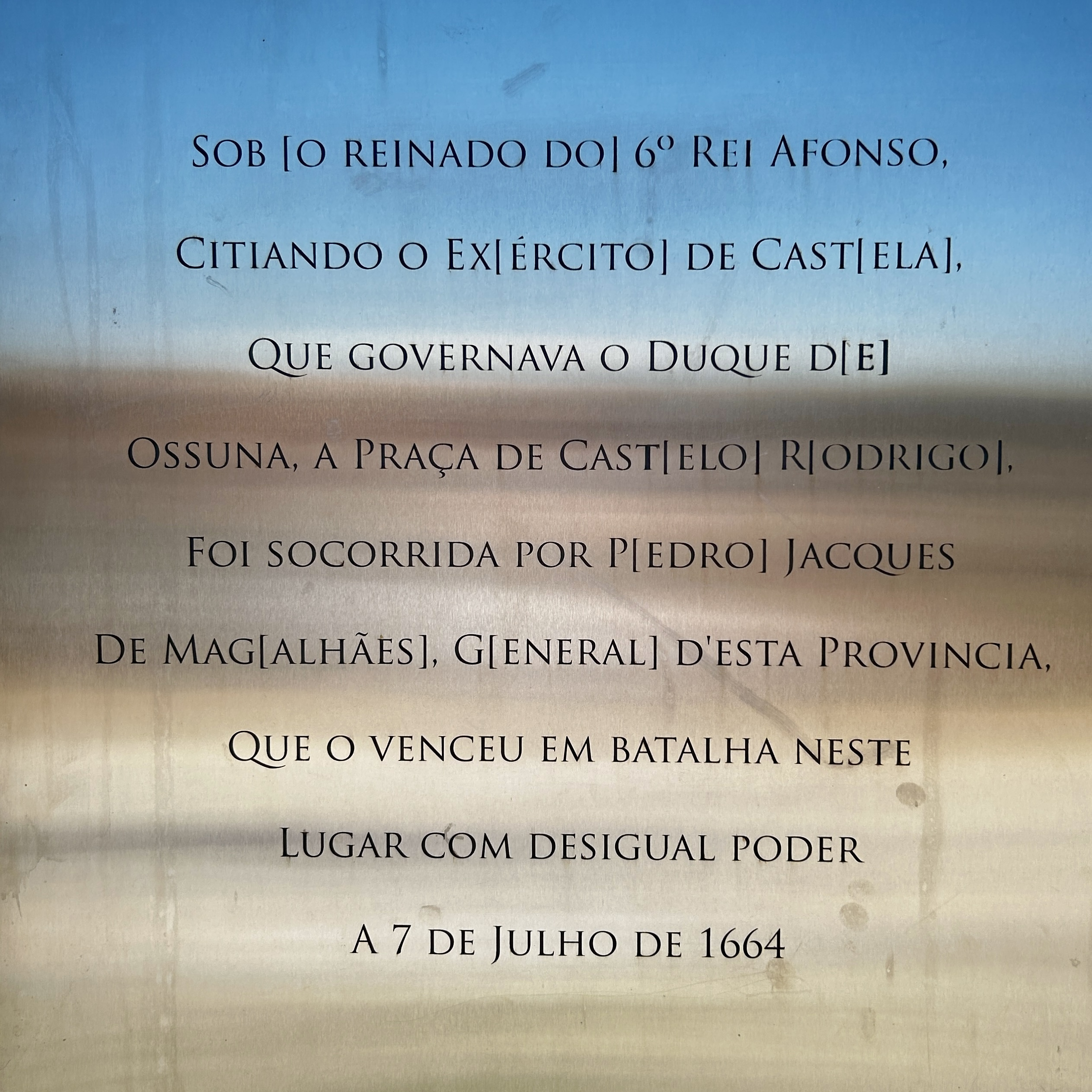
Texto escrito na Cruz de Pedro Jacques (frente) - placa informativa

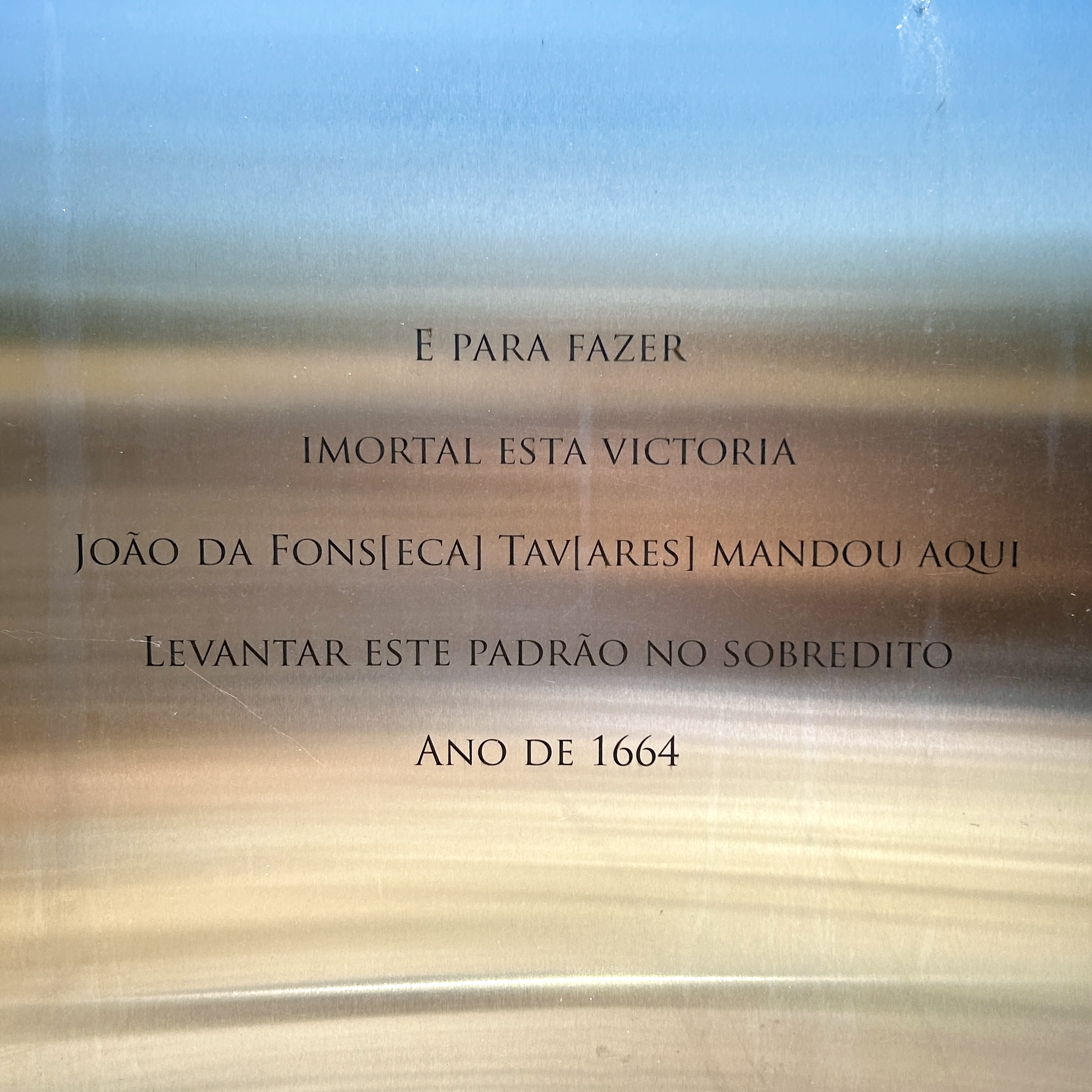
Texto escrito na Cruz de Pedro Jacques (trás) - placa informativa